# Humor escatològic

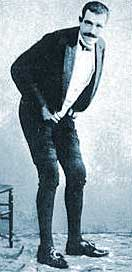
Le Pétomane era conegut per emetre sons amb el seu anus.

L'humor escatològic és un sub-gènere de la sàtira i la comèdia que tracta fets i qüestions relacionades amb actes fisiològics i corporals com ara: la defecació, la flatulència, la micció o el vòmit. Està íntimament relacionat amb l'humor sexual. Els primers exemples els podem trobar a Els contes de Canterbury de Geoffrey Chaucer.
Per diferents cultures, l'humor escatològic es considera un tabú. L'humor sorgeix del rebuig d'aquests tabús, i és una part de la cultura moderna.